# Incendie criminel à Coatzacoalcos
Dans la nuit du 27 au 28 août 2019, à Coatzacoalcos (État de Veracruz au Mexique), le club de strip-tease Caballo Blanco (littéralement Cheval Blanc) est incendié volontairement alors qu'il était rempli, et ses issues de secours sont bloquées par les incendiaires. Le massacre provoque 30 morts. Un groupe de narcotrafiquants est suspecté, le cartel de Jalisco Nouvelle Génération, ce qui placerait l'incendie comme un événement de la guerre de la drogue au Mexique.

## Contexte
Depuis 2016, la  guerre de la drogue au Mexique, qui dure depuis 2006, empire. Ainsi, au début du mois d'août 2019, 19 corps mutilés avaient été découverts à Uruapan au centre du Mexique. De manière plus générale, en 2018, cette guerre avait provoqué 35 000 homicides. Et en août, le bilan de 2019 en était déjà à plus de 20 000 homicides, c'est-à-dire en moyenne un tous les quarts-d'heure.
L’État de Veracruz fait partie de ceux qui sont les plus touchés par la violence des narcotrafiquants car il se trouve sur la route de l'exportation de la drogue vers les États-Unis. Le 24 août, 3 jours avant le massacre, un journaliste y avait été assassiné. Le Cartel de Jalisco Nouvelle Génération, y est implanté. Il s'occupe notamment de trafics de marijuana et d'opium, mais aussi de produits agricoles, et commet des vols, des extorsions de fonds et des enlèvements. Il s'agit de l'un des groupes de narcotrafiquants les plus violents, il signe ses crimes et défile dans les rues pour défier les autorités. Il est, de plus, en concurrence directe avec un autre groupe de narcotrafiquants ultraviolent implanté aussi à Veracruz, Los Zetas. L’État de Veracruz avait déjà connu un autre massacre dans un bar plus tôt en 2019, quand des hommes lourdement armés avaient tiré sur les invités d’une fête d’anniversaire qui avait lieu dans un restaurant de Minatitlán, tuant 14 personnes dont un bébé. Dans le cas particulier de Coatzacoalcos, les responsables des cimetières de la ville ont noté qu'auparavant ils enterraient 1 à 2 victimes de morts violentes par jour, mais que, depuis 2018, ils étaient passés à une moyenne de 11 enterrements de victimes de mort violente par jour.

## Déroulement des événements
La nuit du 27 août, à 22h (heure de la côte est du Mexique), 8 hommes armés bloquent les issus de secours du club de strip-tease Caballo Blanco,, entrent dans le club, y ouvrent le feu, aspergent les lieux d'essence et l'incendient en y lançant des cocktails molotovs,,,.
Les assaillants prennent la fuite,. Dans leur fuite, ils auraient enlevé le propriétaire du club,.

## Bilan humain
Au lendemain de l'attaque, le bilan était de 26 morts. Au 31 août, il était monté à 30 morts. La plupart des victimes étaient mexicaines. Deux marins philippins en font également partie.
| Nationalité | Morts |
| ----------- | ----- |
| Mexique     | 28    |
| Philippines | 2     |

## Funérailles
Le 28 août, la Commission des Droits de l'Homme de l’État de Veracruz met en place une cellule pour faciliter les formalités de rapatriement des corps des deux Philippins. Leurs corps doivent être remis à l'ambassade des Philippines.
Le 29 août, à partir de 15 heures, 9 premiers corps sont enterrés dans le Vieux Cimetière Municipal de Coatzacoalcos, en commençant par celui de Xóchitl Nayeli Irineo Gómez, une danseuse à mi-temps au Caballo Blanco (pour maintenir ses deux enfants et payer ses études de droit). Chaque défunt a le droit à son propre cercueil et à une cérémonie personnelle dans la chapelle du cimetière, avec des chants et des prières. Une nouvelle cérémonie a lieu toutes les 30 minutes. Il est prévu que les autres corps soient enterrés dans les deux autres cimetières de la ville, ou dans des cimetières d'autres localités. Les enterrements continuent jusqu'au 1er septembre, date à laquelle les responsables des cimetières indiquent que, à cause de l'augmentation des violences qui a fait passé le nombre d'enterrements de victimes de morts violentes de 1 à 2 par jour, à 11 enterrements par jour depuis 2018, ils vont devoir agrandir leurs terrains pour pouvoir enterrer les cercueils restants.

## Conséquences
Le 29 août, la Police fédérale et les membres du Secrétariat de la Sécurité Publique de Veracruz annoncent qu'ils renforcent de manière permanente leur présence à Coatzacoalcos, et la police de l'Etat de Veraruz (dépendante du Secrétariat de Sécurité Publique) indique qu'elle va se coordonner avec les forces spéciales pour surveiller plusieurs points de la ville.
Le 3 septembre, au cours d'une session du Congrès de l’État de Veracruz auquel toutes les autres questions avaient été ajournées afin de pouvoir n'aborder que celle-ci, la Commission permanente du Congrès de Veracruz démet temporairement Jorge Winckler de ses fonctions de procureur de l’État de Veracruz. Son poste est remis à Verónica Hernández. La décision est accueillie sous les applaudissements des députés locaux. Quelques minutes après, un millier de policiers viennent bloquer l'accès au Congrès local pour protester contre cette décision. Le soir, Winckler déclare qu'il considère sa destitution illégale, et qu'il se considère toujours comme le procureur légitime de l’État de Veracruz ; sur les charges de disparition forcée, torture et privation de liberté, un mandat d'arrêt est alors émis contre Winckler, qui fuit la justice depuis le 21 septembre 2019 après 2 recours et la relance du mandat d'arrêt par Verónica Hernández,. Le 26 mars 2020, alors que Winckler est toujours en fuite, le Congrès de l’État de Veracruz vote à une large majorité (33 voix pour et 12 voix contre) la destitution définitive de son poste de procureur, et son remplacement officiel par Verónica Hernández.
Le 5 septembre, les familles des victimes sont placées sous protection policière à leur demande.

## Enquête
Dès le lendemain de l'attaque, le président du Mexique Andrés Manuel López Obrador, et le gouverneur de Veracruz Cuitlahuac Garcia (de la coalition Morena au pouvoir dirigée par AMLO), désignent celui qu'ils considèrent être le coupable : le parrain de la drogue local Ricardo N., dit « la Loca », un chef du Cartel de Jalisco Nouvelle Génération. Et ils déplorent tous les deux que « la Loca » aurait été arrêté début juillet mais relâché dans les 48 heures.
Le 28 août, le lendemain de l'incendie, le Procureur Adjoint Spécialisé dans les Enquêtes sur la Criminalité Organisée de Veracruz est chargé de l'enquête. Le Parquet Général de la République, au niveau fédéral, a d'ores et déjà annoncé son intention de reprendre les dossiers une fois les formalités au niveau fédéral terminées.
Très vite, le 28 août, l'enquête démontre que Ricardo N. « la Loca » a non seulement été arrêté et relâché une fois le 18 juillet alors qu'il était en possession d'une cinquantaine de doses de drogue, mais aussi une fois le 7 août et libéré le 9 août. Mais le Parquet Général précise alors qu'il n'a pas encore de preuve de l'implication de « la Loca » dans ce massacre en particulier.
Le Caballo Blanco était connu localement comme lieu de distribution de drogue. Et son propriétaire aurait été sorti du bar par les assaillants peu avant l'incendie. L’hypothèse du règlement de comptes sur fond de trafic est donc privilégiée par les enquêteurs.
Au début de l'enquête, les enquêteurs relient l'incendie à la disparition de deux hommes, qui n'ont pas été aperçus depuis le 24 août, Josimar Ríos López y Agustín Ronzón González. L'hypothèse est cependant abandonnée avec la découverte d'une vidéo qui montre leur exécution par un groupe d'autodéfense qui les suspectait d'être des vendeurs de drogue.
Le 31 août 2019, les familles des victimes portent plainte devant la Commission Nationale des Droits de l'Homme pour violation grave de leurs droits, et demandent à être indemnisées par l’État mexicain. Elles rencontrent la commission le 3 septembre 2019.

## Réactions

### Locales
Le gouverneur de l’État de Veracruz, Cuitlahuac Garcia, promet sur Twitter que l'attaque ne restera pas impunie. Il indique aussi qu'un des auteurs avait été arrêté en juillet avant d’être relâché 48 heures plus tard par le parquet local, ce que le ministère public a nié. Il s'en prend à la justice de son État, qui l'aurait relâché sans même l'avoir interrogé sur ses activités. Un haut-fonctionnaire confirmera ces propos en parlant de «corruption évidente» des autorités judiciaires locales.

L'avocat des familles des victimes, Domínguez Muñoz, déclare que :
Veracruz vit un moment critique au regard du respect des Droits de l'Homme, où les plaintes relatives à la sécurité et à la justice sont les domaines où les Droits de l'Homme sont les plus atteints.

### Nationales
Le 28 août, la Commission Nationale des Droits de l'Homme condamne l'attaque. Dans un communiqué, elle demande au gouvernement de prêter plus d'attention aux familles des victimes. Dans le communiqué, elle demande aussi "une enquête effective et exhaustive pour retrouver les responsables, les présenter devant la justice et leur donner la punition qui juridiquement conviendra, pour que cette affaire ne reste pas impunie".
Le 28 août, la Commission Permanente du Congrès de l'Union condamne l'attaque et respecte une minute de silence. Ses membres réagissent individuellement.
- La sénatrice du Parti des Travailleurs, membre de la coalition Morena au pouvoir, Nancy de la Sierra, lance un appel aux autorités de Veracruz et de tout le pays à renforcer la lutte contre la délinquance, au vu du taux de criminalité extrêmement haut, et souligne : "Ce qui s'est passé hier dans la nuit dans un bar de Coatzacoalcos, Veracruz, est une tragédie, produite par les taux débordants de criminalité qui sévissent non seulement à Veracruz, mais aussi dans tout le pays."[6]
- La députée du Parti de la Révolution Démocratique, un parti d'opposition socialiste, fait référence au fait qu'en tout 40 personnes sont mortes durant la nuit (en comptant l'incendie et d'autres faits divers) : "Nous nous manifestons contre la violence et nous manifestons notre solidarité aux victimes. Un groupe de délinquants a fermé les portes d'un centre nocturne et y a mis le feu hier à Coatzacoalcos, ce qui nous rappelle l'attentat de 2011 lorsque les Zetas ont incendié le Casino Royal. Autant à Veracruz que dans tout le pays la violence est inarrêtable, et malgré les outils que le président Andrés Manuel López Obrador a accordé à ceux qui les ont demandé les résultats sont nuls"[6]
- Le député du Mouvement Tonatiuh Padilla du Mouvement des Citoyens, parti d'opposition de gauche, déclare que la barbarie commise "devrait nous alerter sur ce qui se passe dans le pays en matière de sécurité : 27 morts et un nombre indéterminé de blessés." et propose que "se réalise un accord national pour la sécurité publique qui ne prenne plus seulement en compte la stratégie nationale de sécurité, mais aussi les rôles des municipalités et des États, les trois niveaux de gouvernement doivent se coordonner."[6]
- La députée du Parti révolutionnaire institutionnel, parti d'opposition centriste qui avait commencé la guerre de la drogue lorsqu'il était au pouvoir, Beatriz Paredes Rangel, déclare que la tragédie survenue à Coatzacoalcos endeuille cette municipalité et tout le pays, et présente sa plus vive condamnation ainsi que sa solidarité avec les familles des victimes. Elle signale également que l’État mexicain a perdu le contrôle de nombreuses parties du pays, en avançant que cela n'était pas imputable à un gouvernement en particulier (le gouvernement priiste de Felipe Calderón a entamé la guerre de la drogue et la plupart des gouvernements depuis le début de la guerre ont été des gouvernements du PRI, parti de Beatriz Paredes). Elle demande une stratégie centralisée de lutte contre les trafiquants mais qui se baserait plus sur les mairies et les États[6].
- Le député de Morena, la coalition au pouvoir, Jaime Humberto Pérez, demande aux maires et aux gouverneurs d'assumer leurs responsabilités en matière de sécurité, en leur rappelant que l'attaque a été médiatisée mondialement, et il demande la démission du procureur de Veracruz, Jorge Winckler[6].

Le 28 août, le Président des États-Unis mexicains Andrés Manuel López Obrador (AMLO) dénonce au cours d'une conférence de presse une attaque «inhumaine», évoquant un règlement de comptes sur fond de corruption. Il désigne également un individu comme coupable, le parrain de la drogue local Ricardo N., dit «la Loca», un chef du Cartel de Jalisco Nouvelle Génération, et déplore que ce-dernier ait été arrêté début juillet mais libéré en moins de 48h. Le 30 août, AMLO déclare que : "Les crimes horribles commis à Coatzacoalcos ne sont pas seulement à rapprocher des actes délictueux, mais aussi à la relation des gens avec la drogue. Tout ce que nous pouvons faire depuis le gouvernement, depuis la société, c'est d'orienter, d'informer, et de signaler que la drogue contient des raticides."